# Ștefan Ștefănescu
Ștefan Ștefănescu (Goicea, 24 de mayo de 1929 - Bucarest, 29 de diciembre de 2018) fue un historiador rumano, miembro titular de la Academia Rumana.

## Biografía[3]
Ștefan Ștefănescu asistió a la escuela primaria en su localidad natal de Goicea Mică, en el distrito de Dolj, se graduó en el Colegio Militar Nacional «Nicolae Filipescu» del monasterio de Dealu (trasladado a Predeal en 1940) y continuó sus estudios superiores en la facultad de historia de la universidad de Bucarest (1948-1952). Su especialización en el campo de la historia medieval (bizantinología y estudios eslavos del sur) quedó garantizada gracias a las prácticas realizadas en la universidad M.V. Lomonosov de Moscú (1954-1957), la École Nationale des Chartes, la École Pratique des Hautes Études de Francia, el Collège de France y la Sorbona. Se doctoró en Historia por la Universidad de Bucarest en 1957.
Empleado en el prestigioso Instituto de Historia «Nicolae Iorga», desempeñó los cargos de investigador científico (1950-1957), investigador científico principal (1957-1960), secretario científico y jefe de la Sección de Historia Medieval e Instituciones Rumanas Antiguas (1960-1966), director adjunto (1966-1970) y director (1970-1990). Paralelamente a sus investigaciones y a la edición de documentos, desarrolló una larga actividad docente en la facultad de historia de la universidad de Bucarest, donde fue profesor titular (1970-1999), jefe del departamento de historia de Rumanía e historia universal (1984-1990) y decano de la facultad de historia de 1975 a 1977, y luego de la facultad de historia y filosofía, de 1977 a 1984. Hay que añadir que el profesor Ștefănescu siguió siendo un miembro activo de la comunidad académica, como profesor asociado y supervisor de doctorado más allá de su jubilación y en 2016 se le confirió el título de Profesor Emérito.
En marzo de 1974 pasó a ser Miembro Correspondiente de la Academia Rumana, y desde diciembre de 1992, miembro numerario. El discurso de recepción con motivo de su elección como miembro de número de la Academia versó sobre Los rumanos: los latinos de Oriente y la conciencia europea en el siglo XVI. Su prestigio científico y académico contribuyó a su elección como miembro de diversas instituciones académicas: el Comité Nacional de Historiadores Rumanos (vicepresidente desde 1975), la Academia Europea de Historia (Bruselas), la Comisión Internacional de Estudios Eslavos dentro del Comité Internacional de Ciencias Históricas, la Comisión Internacional de Historia de las Asambleas de Estado, la Comisión Internacional de Historiografía, y miembro del consejo del Centro de Estudios Italo-Rumanos (Milán).
Su obra académica cuenta con cerca de 500 títulos y abarca diversas direcciones de investigación, empezando por la edición de documentos históricos (serie Documenta Romaniae Historica, vol. II, VI, VII, VIII, XI) y continuando con la historia medieval y premoderna de Rumanía y del sudeste de Europa, la demografía histórica, la historia de las instituciones y de las estructuras sociopolíticas medievales en Rumanía, la historia de las relaciones internacionales y la historiografía. La obra fundamental que también le supuso la consagración científica es Bănia in Țara Românească, publicada en 1965 (ese mismo año recibió el Premio de la Academia Rumana por esta obra) y reeditada posteriormente.
Inició, en el seno de la sección de Ciencias Históricas de la Academia Rumana la recuperación de las obras científicas de Dimitre Onciul, proyecto finalizado con la publicación en 2006 del volumen Dimitrie Onciul, Scrieri alese. Dentro de la Facultad de Historia fundó el Seminario de Historia Medieval de los Rumanos que, en 1993, pasó a llamarse Seminario de Metodología de la Historia «D. Onciul». En su marco se han formado un número importante de investigadores y se han defendido 38 tesis doctorales bajo la dirección del profesor Ștefănescu. Participó en ponencias, comunicaciones e informes en numerosos eventos científicos, entre ellos los Congresos Internacionales de Historia de Estocolmo (1960), Viena (1965), Moscú (1970), San Francisco (1975), Bucarest (1980), Stuttgart (1985), Madrid (1990) y Montreal (1995).
Formado en la escuela por grandes personalidades de la historiografía rumana (como el medievalista y eslavista P.P. Panaitescu en el Instituto N. Iorga) e inspirado por sus prácticas en Francia (donde conoció a varios representantes del nuevo movimiento historiográfico francés, entre ellos Fernand Braudel), el profesor Ștefănescu ha formado también a generaciones de investigadores e historiadores.
Declarado por The American Biographical Institute Research Association «Hombre del año 1995», Ștefan Ștefănescu ha recibido otros honores y premios, como la Orden del Mérito Científico (1966), el Premio N. Bălcescu de la Academia Rumana (1967), La Orden de los Santos Cirilo y Metodio, cl. I (Bulgaria, 1977), Orden Nacional «Al Mérito» en el grado de Oficial (2000). Fue Ciudadano de Honor del municipio de Craiova y de los municipios de Goicea y Călugăreni. También fue Presidente de Honor de la fundación científico-cultural «Mihai Viteazul-Călugăreni».

## Publicaciones (lista parcial)[4]
- Bănia în Tara Românească. 1965.
- Istoria Țara Românească de la Basarab I "întemeietorul" pînă la Mihai Viteazul. 1970.
- Jocul periculos al falsificării istoriei. 1986.
- Istoria medie a României. Bucarest: 1991.
- Who’s who în România. 2002.